# Kanasageri, Mudhol
Kanasageri là một làng thuộc tehsil Mudhol, huyện Bagalkot, bang Karnataka, Ấn Độ.